# Gedung Sako
Gedung Sako is een bestuurslaag in het regentschap Kaur van de provincie Bengkulu, Indonesië. Gedung Sako telt 508 inwoners (volkstelling 2010).